# Байло (Уеска)
Байло (ісп. Bailo) — муніципалітет в Іспанії, у складі автономної спільноти Арагон, у провінції Уеска. Населення — 243 особи (2009).
Муніципалітет розташований на відстані близько 340 км на північний схід від Мадрида, 55 км на північний захід від Уески.
На території муніципалітету розташовані такі населені пункти: (дані про населення за 2009 рік)
- Аластуей: 25 осіб
- Арбуес: 11 осіб
- Аррес: 32 особи
- Байло: 147 осіб
- Ларуес: 81 особа

## Демографія
Динаміка населення (INE ):